# Agnosia digitale
L'agnosia digitale consiste nell'incapacità di denominare o riconoscere le proprie mani pur essendo in grado di localizzarle in base a richieste dell'esaminatore.
Possono anche essere coinvolte altre parti del corpo.
Può essere accompagnata da sintomi quali disgrafia e discalculia, nella sindrome di Gerstmann. Di frequente è causata da lesione occipito-parietale sinistra, con associata afasia, ma può essere causata anche da lesione destra, nel qual caso si assiste di solito a un concomitante deterioramento cognitivo generale.
L'immagine corporea include informazioni semantiche e lessicali relative al corpo umano quali il nome delle singole parti, le relative funzioni e reciproche relazioni. Queste informazioni sono decodificate verbalmente e sono accessibili alla coscienza. L'agnosia digitale riflette un disordine a questo livello di rappresentazione.